# NK Dinamo Donja Mahala
NK Dinamo je hrvatski nogometni klub iz Donje Mahale kod Orašja, BiH.

## Povijest
Klub je osnovan 1946. godine. Ime kluba nije nikada mijenjano, a dolazi od zagrebačkog Dinama. Dinamo je osvajao u dva navrata Kup Zadrugara i to 1979. i 1986. godine. Najveći uspjeh ostvarili su u sezoni 2023./24. kada osvajaju Drugu ligu FBiH – Sjever gdje se i danas natječu.

## Grb
Grb kluba je sličan grbu Dinama iz Zagreba.